# 曼島報紙
曼島報紙負責發行曼島的報紙。曼島報紙擁有三份報紙，分別是：曼島審查員、曼島信使以及曼島獨立報。這三份報紙都是週報。曼島報紙擁有網站，網址是www.iomtoday.co.im。
曼島報紙以前稱為曼島快遞集團，直到1992年更名。它由哈利法克斯快遞集團所有，直到1994年被強斯頓出版社收購。